# Veïnat de Llebrers de Dalt
Veïnat de Llebrers de Dalt – miejscowość w Hiszpanii, w Katalonii, w prowincji Girona, w comarce Gironès, w gminie Cassà de la Selva.
Według danych INE z 2004 roku miejscowość zamieszkiwało 47 osób.